# Gustavo Toledo
Gustavo Ariel Toledo (Avellaneda, 19 settembre 1989) è un ex calciatore argentino, di ruolo difensore.

## Caratteristiche tecniche
È un terzino destro.